# PIMREG
PIMREG (англ. PICALM interacting mitotic regulator) – білок, який кодується однойменним геном, розташованим у людей на короткому плечі 17-ї хромосоми. Довжина поліпептидного ланцюга білка становить 248 амінокислот, а молекулярна маса — 27 480.
| 10         |  | 20         |  | 30         |  | 40         |  | 50         |
| ---------- |  | ---------- |  | ---------- |  | ---------- |  | ---------- |
| MASRWQNMGT |  | SVRRRSLQHQ |  | EQLEDSKELQ |  | PVVSHQETSV |  | GALGSLCRQF |
| QRRLPLRAVN |  | LNLRAGPSWK |  | RLETPEPGQQ |  | GLQAAARSAK |  | SALGAVSQRI |
| QESCQSGTKW |  | LVETQVKARR |  | RKRGAQKGSG |  | SPTHSLSQKS |  | TRLSGAAPAH |
| SAADPWEKEH |  | HRLSVRMGSH |  | AHPLRRSRRE |  | AAFRSPYSST |  | EPLCSPSESD |
| SDLEPVGAGI |  | QHLQKLSQEL |  | DEAIMAEERK |  | QALSDRQGFI |  | LKDVYASP   |

A: Аланін

C: Цистеїн

D: Аспарагінова кислота

E: Глутамінова кислота

F: Фенілаланін

G: Гліцин

H: Гістидин

I: Ізолейцин

K: Лізин

L: Лейцин

M: Метіонін

N: Аспарагін

P: Пролін

Q: Глутамін

R: Аргінін

S: Серин

T: Треонін

V: Валін

W: Триптофан

Кодований геном білок за функцією належить до фосфопротеїнів. 
Задіяний у таких біологічних процесах, як клітинний цикл, поділ клітини, мітоз, альтернативний сплайсинг. 
Локалізований у ядрі.